# Liste der Naturdenkmäler in Sexten
Die Liste der Naturdenkmäler in Sexten (italienisch Sesto) enthält die 16 als Naturdenkmal ausgewiesene Objekte auf dem Gebiet der Gemeinde Sexten in Südtirol.
Basis ist das im Internet einsehbare offizielle Verzeichnis der Naturdenkmäler in Südtirol (Stand: 23. Januar 2015). Dabei kann es sich um botanische, geologische oder hydrologische Naturdenkmäler handeln. Die Reihenfolge in dieser Liste orientiert sich an der ID, alternativ ist sie auch nach dem Namen sortierbar.

## Liste
| Foto |                 | Name                                                                   | Standort                     | Beschreibung |
| ---- | --------------- | ---------------------------------------------------------------------- | ---------------------------- | --- |
| BW   | Datei hochladen | Gletscherschliffene Torsäule des Hochleist ID: 091_P01                 | 46° 37′ 40″ N, 12° 21′ 50″ O | Geologisches Naturdenkmal: Gletscherschliff |
| BW   | Datei hochladen | Gletscherschliffe unterhalb der Zsigmondy-Hütte ID: 091_P02            | 46° 37′ 48″ N, 12° 21′ 40″ O | Geologisches Naturdenkmal: Gletscherschliff |
| ja   | Datei hochladen | Endmoränen des Schlern-Stadiums des Fischleintalgletschers ID: 091_P03 | 46° 40′ 54″ N, 12° 21′ 43″ O | Geologisches Naturdenkmal: Moräne |
| BW   | Datei hochladen | Endmoränen des Gschnitz-Stadiums von Lokalgletschern ID: 091_P04       | 46° 38′ 31″ N, 12° 18′ 57″ O | Geologisches Naturdenkmal: Moräne |
| BW   | Datei hochladen | Endmoränen des Gschnitz-Stadiums von Lokalgletschern ID: 091_P05       | 46° 39′ 13″ N, 12° 24′ 47″ O | Geologisches Naturdenkmal: Moräne |
| BW   | Datei hochladen | Endmoränen des Daun-Stadiums von Lokalgletschern ID: 091_P06           | 46° 38′ 3″ N, 12° 19′ 55″ O  | Geologisches Naturdenkmal: Moräne |
| BW   | Datei hochladen | Endmoränen des Daun-Stadiums von Lokalgletschern ID: 091_P07           | 46° 38′ 59″ N, 12° 24′ 39″ O | Geologisches Naturdenkmal: Moräne |
| BW   | Datei hochladen | Moränen des 1850-Vorstoßes des Gletschers im Inneren Loch ID: 091_P08  | 46° 37′ 31″ N, 12° 22′ 49″ O | Geologisches Naturdenkmal: Moräne |
| ja   | Datei hochladen | Murkegel ID: 091_P09                                                   | 46° 41′ 59″ N, 12° 20′ 24″ O | Geologisches Naturdenkmal: Murkegel |
| BW   | Datei hochladen | Murkegel ID: 091_P10                                                   | 46° 40′ 3″ N, 12° 21′ 7″ O   | Geologisches Naturdenkmal: Murkegel |
| BW   | Datei hochladen | Fundpunkt von Bellerophonten ID: 091_P11                               | 46° 39′ 6″ N, 12° 24′ 42″ O  | Geologisches Naturdenkmal: Fossilienfundstelle |
| ja   | Datei hochladen | Eissee ID: 091_P12                                                     | 46° 37′ 16″ N, 12° 22′ 9″ O  | Hydrologisches Naturdenkmal: See |
| ja   | Datei hochladen | Namenloser See ID: 091_P13                                             | 46° 37′ 53″ N, 12° 20′ 17″ O | Hydrologisches Naturdenkmal: See Der See ist auf alten Wanderkarten zwar verzeichnet, mittlerweile aber nicht mehr auffindbar. Eine feuchte Stelle gibt allerdings Hinweise auf die mögliche Lage des ehemaligen Sees. |
| ja   | Datei hochladen | Bödenseen ID: 091_P14                                                  | 46° 38′ 7″ N, 12° 18′ 58″ O  | Hydrologisches Naturdenkmal: See |
| BW   | Datei hochladen | Mineralquellen von Bad Moos ID: 091_P15                                | 46° 40′ 49″ N, 12° 21′ 45″ O | Hydrologisches Naturdenkmal: Quelle |
| ja   | Datei hochladen | Wasserfälle ID: 091_P16                                                | 46° 38′ 23″ N, 12° 19′ 41″ O | Hydrologisches Naturdenkmal: Wasserfall |

| Foto: | Fotografie des Naturdenkmals. Klicken des Fotos erzeugt eine vergrößerte Ansicht. Daneben finden sich zwei Symbole: |
| ID    | Identifikator bei der Abteilung Natur, Landschaft und Raumentwicklung der Südtiroler Landesverwaltung               |